# Microsoft Sway
Microsoft Sway — программа для создания презентаций, входящая в семейство продуктов Microsoft Office.

## Описание
Выпущен в августе 2015 года. Позволяет пользователям, имеющим учётную запись Microsoft, комбинировать текст и мультимедиа для создания веб-сайта с презентацией. Пользователи могут извлекать контент локально с используемого устройства или из интернет-источников, таких как Bing, Facebook, OneDrive и YouTube. Sway отличается от Microsoft FrontPage и Microsoft Expression Web, не связанных между собой программ для веб-дизайна, ранее разработанных Microsoft, — тем, что Sway включает функционал для размещения сайтов. Сайты Sway хранятся на серверах Microsoft и привязаны к учётной записи пользователя Microsoft. Их можно просматривать и редактировать в любом современном веб-браузере. Функции автономного редактирования или просмотра нет, но доступ к сайтам можно получить с помощью приложений для Windows 10/11 и iOS.